# Коморгузя
Коморгузя́ (тат. Комыргуҗа) — село в Атнинском районе Республики Татарстан, административный центр Коморгузинского сельского поселения.

## Этимология
Топоним произошёл от антропонима «Комыргуҗа» (Комыргужа).

## География
Село находится в верховье реки Шимяковка, в 12 км к югу от районного центра — села Большая Атня.

## История
В окрестностях села выявлены 3 археологических местонахождения, относящихся к булгарскому периоду.
Село известно с периода Казанского ханства.
В XVIII – первой половине XIX века жители относились к сословию государственных крестьян. Основные занятия жителей в этот период – земледелие и скотоводство.
В «Списке населенных мест по сведениям 1859 года», изданном в 1866 году, населённый пункт упомянут как казённая деревня Камаргузя 3-го стана Казанского уезда Казанской губернии. Располагалась при безымянном ключе, по левую сторону Сибирского почтового тракта, в 50 верстах от губернского города Казани и в 12 верстах от становой квартиры в казённой деревне Верхние Верески. В деревне в 109 дворах жили 778 человек (387 мужчин и 391 женщина). Была мечеть.
В начале XX века в селе функционировали мечеть, 4 ветряные мельницы, кузница, 3 мелочные лавки. В 1913 году открыто медресе, в котором обучались и женщины. В этот период земельный надел сельской общины составлял 1703,8 десятины.
До 1920 года село входило в Больше-Атнинскую волость Казанского уезда Казанской губернии. С 1920 года в составе Арского кантона ТАССР. С 10 августа 1930 года в Тукаевском (с 25 марта 1938 года — Атнинский), с 12 октября 1959 года в Тукаевском, с 1 февраля 1963 года в Арском, с 25 октября 1990 года в Атнинском районах.
В 1931 году был организован первый колхоз, с 1994 — коллективное предприятие, с 2003 — сельскохозяйственный производственный кооператив.

## Население
| 1782 | 1859 | 1897 | 1908 | 1920 | 1926 | 1938 | 1949 | 1958 | 1970 | 1979 | 1989 | 2002 | 2010 | 2015 |
| ---- | ---- | ---- | ---- | ---- | ---- | ---- | ---- | ---- | ---- | ---- | ---- | ---- | ---- | ---- |
| 91   | 778  | 1082 | 1217 | 1263 | 1274 | 1330 | 684  | 519  | 411  | 297  | 301  | 340  | 291  | 297  |

Национальный состав cела — татары.

## Экономика
Жители работают в ООО «Шахтёр» (с 2009 г.), занимаются полеводством, молочным скотоводствомa.

## Инфраструктура
В селе действуют средняя школа (с 1924 г. как школа крестьянской молодёжи), детский сад, дом культуры, библиотека, фельдшерско-акушерский пункт.

## Религия
Мечеть (с 2000 года).